# Issa Traoré de Brahima
Issa Traoré de Brahima (Abidjan, 26 maart 1962) is een Burkinees filmmaker. Hij is geboren in Ivoorkust maar heeft de Burkinese nationaliteit. Hij studeerde aan het Institut africain d'études cinématographiques in Ouagadougou, en was toen komiek in het Atelier du Théatre Burkinabè. Daarna studeerde hij aan het Conservatoire Libre du Cinéma Français. Met Dani Kouyaté en Sékou Traoré richtte hij de productiemaatschappij Sahelis Productions op. Hun korte film Bilakoro behaalde in 1998 de speciale juryprijs op het Internationaal filmfestival van Amiens.

## Filmografie
- 1989: Bilakoro, met Dani Kouyaté en Sékou Traoré
- 1994: Gombèle
- 1998: Boubou l'intrus
- 2001: La rencontre, documentaire, met Seydou Bouro
- 2001: Afrique réseau 2000, documentaire
- 2001: Siraba, la grande voie
- 2004: Femmes du Sahel, documentaire
- 2006: Le Monde Est un Ballet